# 複層立方上皮
複層立方上皮（英語：stratified cuboidal epithelium）爲被覆上皮的一種。顧名思義，該種組織由多層立方形的細胞構成。

## 分佈與功能
複層立方上皮可見於乳腺、汗腺、環肛腺、唾液腺與雄性尿道等結構中。該種組織可起到屏障的作用，保護汗腺、乳腺、唾液腺等結構中的導管的作用。

## 外部連結
- Overview at umdnj.edu
- Histology at KUMC epithel-epith17 "Sweat Duct" (Stratified cuboidal)
- Histology image: 43_03 at the University of Oklahoma Health Sciences Center - "Skin"